# Netelia amamiensis
Netelia amamiensis là một loài tò vò trong họ Ichneumonidae.